# Azul y blanco (película)
Azul y blanco (2004) es una película chilena dirigida por Sebastián Araya.
Un mundo en disputa, dos jóvenes pertenecientes a barras bravas enemigas en el violento y pasional mundo del fútbol, un amor prohibido. Azul y blanco narra el difícil camino que deben recorrer Azul (Juan Pablo Sáez) y Paloma (Tamara Acosta), los amantes fugitivos, que envueltos en un intenso y sorpresivo romance, desafían todo lo establecido.
Un ritual de amor en tiempo de caos que surge como una respuesta al entorno, como una necesidad de cambio, como una luz de esperanza.
En ningún momento en la película se nombran los equipos de fútbol; pero por los colores, las imágenes del partido y las denominaciones entre los personajes, hacen alusión a Universidad de Chile y Colo-Colo, los clubes más populares de Chile.

## Reparto
| Personaje                 | Descripción                                                | Actor              |
| ------------------------- | ---------------------------------------------------------- | ------------------ |
| Paloma Sanhueza           | Protagonista - Enamorada de Azul                           | Tamara Acosta      |
| Marco "Azul" Fernández    | Protagonista - Enamorado de Paloma                         | Juan Pablo Sáez    |
| Bernardo Iturra           | Líder Barra Azul "Los Neptunos"                            | Daniel Muñoz       |
| Lautaro                   | Líder Barra Blanca "Los Garras"                            | Ricardo Robledo    |
| Ona                       | Miembro Barra Blanca "Los Garras"                          | Luis Dubó          |
| Hiena                     | Miembro Barra Azul "Los Neptunos"                          | Ramón Llao         |
| Cherokee                  | Miembro Barra Blanca "Los Garras"                          | Pablo Macaya       |
| Mercurio                  | Miembro Barra Azul "Los Neptunos"                          | David Olguisser    |
| Loba                      | Miembro Barra Blanca "Los Garras"                          | Camila Osorio      |
| Mudo                      | Miembro Barra Azul "Los Neptunos"                          | Yassim Inojosa     |
| Iván Zamorano             | Él mismo (Cameo)                                           | Iván Zamorano      |
| La Quintrala              |                                                            | Luz Jiménez        |
| Adolfo Nuñez              | Miembro Barra Azul "Los Neptunos"                          | Paulo Meza         |
| Joven Político            |                                                            | Felipe Braun       |
| Cutufa                    |                                                            | Edinson Díaz       |
| Severo                    |                                                            | Jorge Denegri      |
| Mozo de la fuente de soda | Telefonea a los carabineros y advierte de la confrontación | Olegario Hernández |